# Angolpark (Jereván)
Az Angolpark (örmény nyelven Անգլիական այգի, Angliakan aygi) egy nyilvános park Örményország fővárosában, Jerevánban, az Olaszország utcán. A park 5,5 hektáron terül el Kentron városrészben, a Köztársaság tértől délre.

## Története
Az Angolpark a város egyik legrégebbi parkja, története az 1860-as évekre nyúlik vissza. Az első világháborúig gyakran átalakították, a legnagyobb ilyen munkálatok 1910-ben zajlottak. 1920-ban itt zajlott Örményország modern kori történelmének első futballmeccse, a jereváni és az alexandropoli csapat mérkőzött meg egymással. A szovjet időkben a park a Bakui Kommün nevét viselte, régi nevét az ország újbóli függetlenné válása után kapta vissza.
A parkban található a Szundukjan Akadémiai Színház, az örményországi francia és olasz nagykövetség, valamint Best Western Congress Hotel. 1976-ban állították fel a parkban Pepo, a szegény halász szobrát (Gabriel Szundukjan alkotta figura az azonos című drámából és filmből).
A park közepén álló szökőkutak előtt gyakran készülnek esküvői képek.

## Galéria

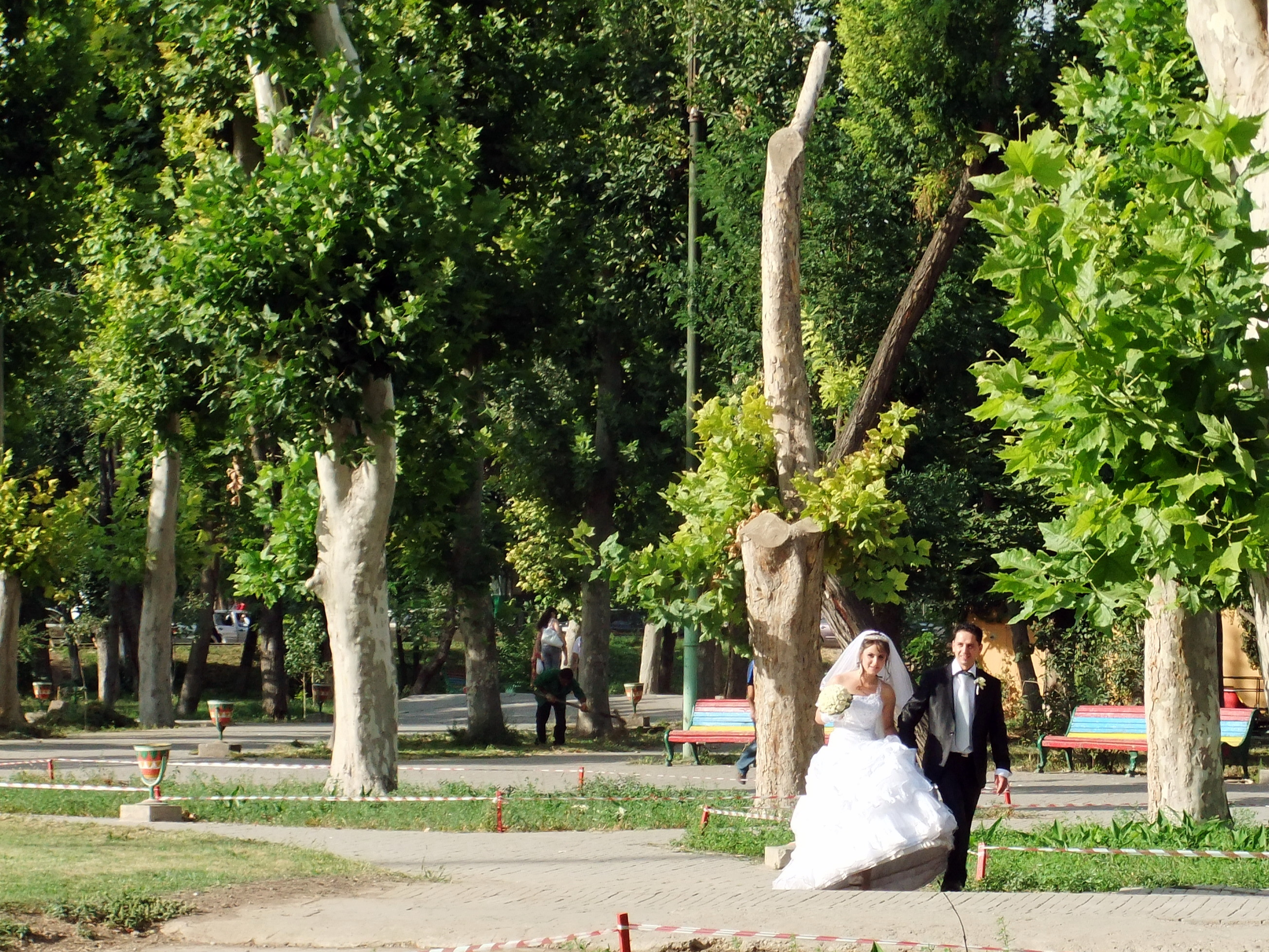
A park
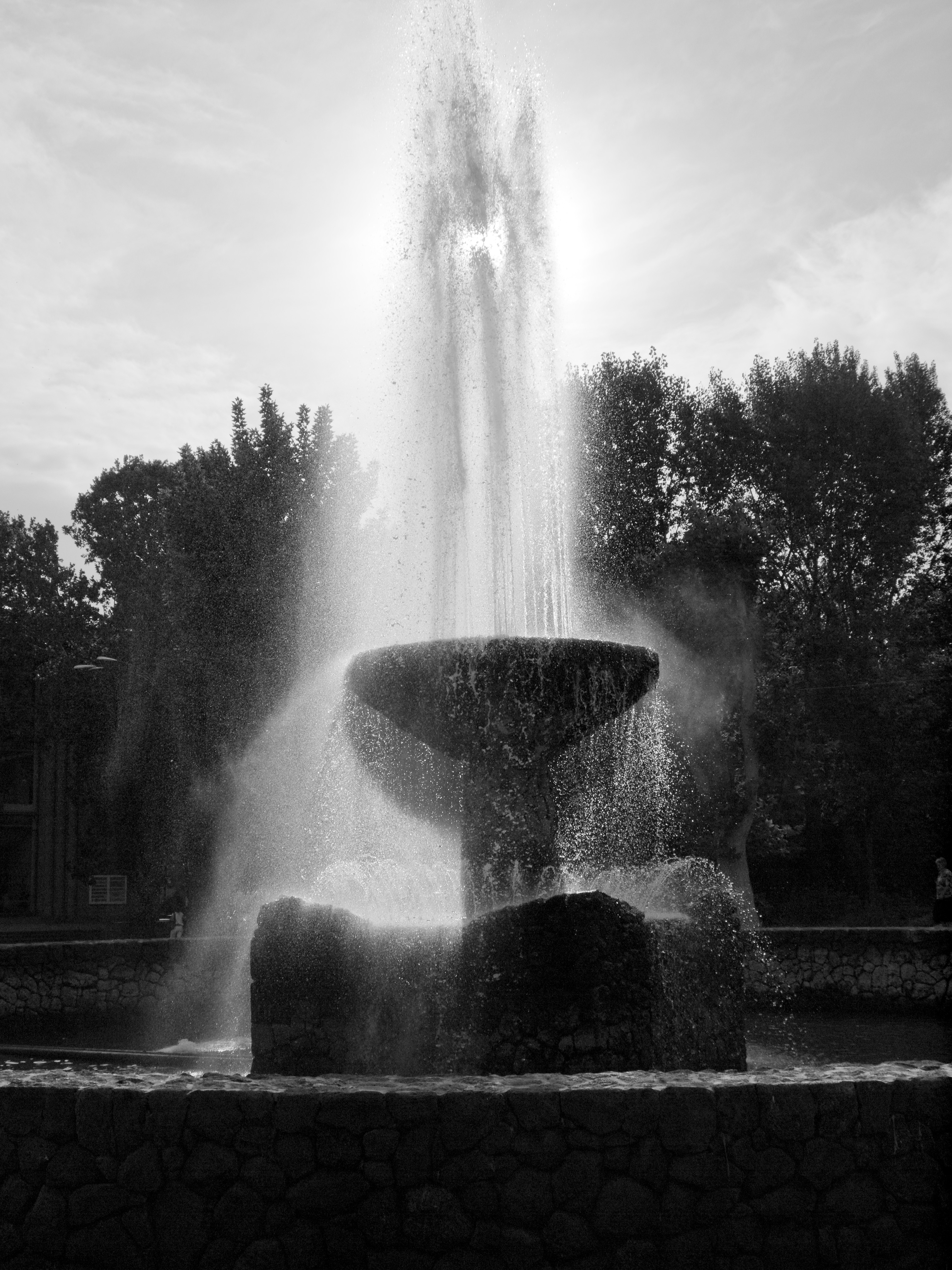
Szökőkút a park közepén
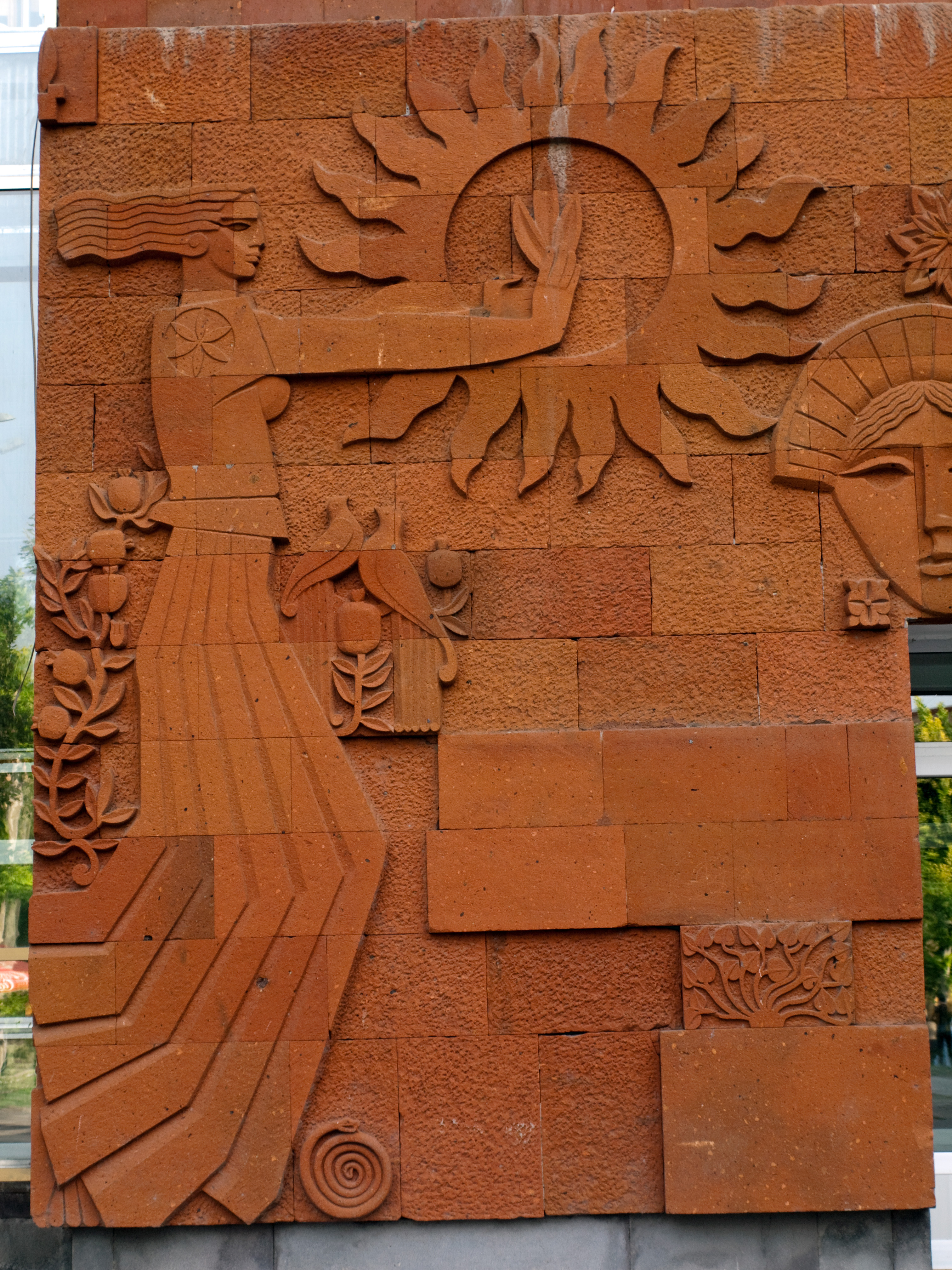
Emlékmű a parkban

## Fordítás
- Ez a szócikk részben vagy egészben  az   English Park, Yerevan című angol Wikipédia-szócikk ezen változatának fordításán alapul.  Az eredeti cikk szerkesztőit annak laptörténete sorolja fel. Ez a jelzés csupán a megfogalmazás eredetét és a szerzői jogokat jelzi, nem szolgál a cikkben szereplő információk forrásmegjelöléseként.